# Neobaeomyza maculata
Neobaeomyza maculata är en tvåvingeart som beskrevs av Juan Brèthes 1914. Neobaeomyza maculata ingår i släktet Neobaeomyza och familjen gallmyggor. Inga underarter finns listade i Catalogue of Life.